# 社会统计调查
社会统计调查有时也被称作“社会调查”或“调查研究”，但它与中文裡的“社会调查”是有区别的，社会调查泛指针对特定的议题收集相关的社会资料与数据的过程，而统计调查则专指对研究总体中抽出的样本以询问的方式收集社会数据的社会研究方法。

## 定义
- 通过对受众的系统提问收集并分析有关研究数据，以描述或解释社会现象及其之间关系的实证方法。
- 应用客观的态度和科学的方法，对某种社会现象，在确定的范围内进行地考察，并收集大量资料以统计分析，从而探讨社会现象。

## 适用范围
它适合于收集第一手数据资料用以描述一个难以直接观察的总体。

## 类型
调查研究分为三种类型：探索性研究（Exploration）、描述性研究（Descriptive Research），解释性研究（Explanation）。

### 探索性研究
探索性研究使研究者对一项新的研究主题有初步的了解，以决定是否进行正式研究，及进行正式研究时应采用的方法。由于对所要研究的主题尚不完全清楚，另外，没有相关的研究可供参考，因此研究设计选取一些小样本进行探索性研究。

### 描述性研究
描述性研究的目的是要发现事实或社会真实，回答社会事实是什么样的问题。描述总体是描述性研究最为本质的特征。其主要逻辑为归纳。

### 解释性研究
解释性研究的任务是理解有关社会现象之间的关系，以回答某个社会事实为什么是这样的问题。解释项研究的主要逻辑为假说-演绎。

## 调查研究的利弊
和其他的研究方法一样，调查研究作为一种方法，也有它的优点和弊端：

### 优点
- 可以通过总体中的一部分样本来获得总体的情况。
- 可以在短时间内得出结论。
- 可以在大量样本的基础上检验理论假设。

### 缺点
- 忽视了对特定个案和特殊群体等“点”的内容结构的深入研究。
- 不科学的抽样方式，不明确的调查总体，缺乏代表性的样本，有可能使研究报告中用来得出结论的众多数据失去意义。
- 由于某部分调查员长期对统计数据弄虚作假，追求样本数量，再加上一些商业调查公司的低劣表现，致使各种调查的公信力下降。因此，调查研究的执行机构的声誉，对调查研究的结果的可信度产生重要影响。

## 调查研究的一般程序
明确研究目的，提出研究课题
首先必须明确调查目的：是要对研究对象的某一状况进行描述研究，还是要证实一项研究假设。这样才能根据研究目的提出研究课题。
日程安排和预算
收集基本信息
收集基本信息包括跟调查项目有关的文字资料，可以通过网络、图书馆、政府的职能部门等资源获得。
还可以与项目有关的关键人物座谈，收集研究思路和建议。
确定样本框
确定样本量和样本的选择程序
设计问卷
预调查
预调查的主要目的是为了检查问卷的措辞是否合理、问题的设计是否合理、被调查者是否有回答困难等问题，以降低调查的成本，确保调查能取得最初设想的效果。
选择和培训访员
执行调查
回收问卷，进行数据预处理和编码
问卷回收后，问卷封面至少要有访员、调查地点等关键信息。
分析数据，起草报告

## 问卷设计

### 问卷的结构
包括导言和问题两个部分，导言的目的是请求被调查者合作，说明调查的目的和意义。导言不能太长，说清楚我是谁，我要干什么就可以了。
问题部分是问卷的主体，一般说来，它的内容包括两大类：调查对象的特征指标（如性别、年龄等）；调查对象的意见、态度与行为倾向等。
整个问卷的长度一般不要超过一页纸，面谈的时间不超过半小时，电话访问的时间也应控制在10分钟之内。当然这不是绝对的。书面问卷的排版应该简洁清晰，有利于受访者填写。

### 问题设计
问题的设计应遵循互斥和穷尽原则。问题的设计是整个研究过程中很关键一环。问题的形式包括开放式问题、封闭式问题和半封闭式问题。

#### 开放式问题
开放式问题是由被调查者自己填写答案，调查者不对问题提供任何具体答案，它有很强的灵活性和适应性，这种提问方式适合于调查者想深入了解被调查者的意见、建议。也可用于不想因为限定答案而出现诱导的错误的情况。
开放式问题对调查者进行后期资料整理不很方便，很难进行编码整理；而且有时会因为填写费时费力而被调查者拒绝回答。

#### 封闭式问题
封闭式问题时将问题的可能的答案或者主要答案全部列出，供被调查者选择的一种提问方式。这种问题有利于调查者整理资料和后期数据处理，也有利于被调查者填答。
封闭式提问的设计比较困难，可能出现被调查者对列出的答案都不满意的情况，这样就会影响调查结果的准确性。限定答案的同时，其实也限定了调查的深度和广度。

#### 半封闭式问题
半封闭式问题即给出可能的答案，也可让被调查者进行补充回答。结合了开放式问题和封闭式问题的优点和缺点，适合于对问题没有绝对把握的调查，可以避免一些重大的遗漏。
关于问题设计的更深入的信息，参见问题设计。

## 收集数据的途径
问卷设计好后，分发和收集问卷的资料的途径主要有四种：

### 邮寄
这种方法的优点是简单易行、费用低廉，节省人力，具有匿名性，在一些敏感性问题上可能得到真实的回答，无访员引起的误差。
它的缺点是：
- 资料回收率低
- 收集资料的时间很长
- 由于没有访员的帮助，废卷较多
- 被调查者会出现自我淘汰的情况，使得资料具有某些局限性，也就是说，它收集来的样本肯定没有包含不愿意回答问题的那一部分人。
- 无法知道问卷是否由被调查者本人完成。这也会影响研究的准确性。

### 面谈
由于访员的缘故，能保证问卷有效完成，资料的回收率高，方式灵活，适用于结构复杂的问卷。但是它的费用高（包括时间成本、金钱成本），存在由访员引起的误差，匿名性差，影响一些敏感问题的回答真实性。

### 电话
兼有邮寄和面谈的优点，可以跨区调查，能及时获取有关资料，费用相对低廉，被访者回复率相对邮寄较高，缺点是，采访时间有限，调查者不能完全控制访问过程，被调查者随时可能中止回答。由于缺乏可视性材料，只凭借声音，被调查者对问题的理解可能会出现偏差。当然，这种途径肯定排除了没有电话的潜在受访者。因此，样本具有局限性。

### 网络
网络调查可以直接把问卷放在网页上，也可通过电子邮件、即时通讯软件或IP电话和手机短信等通信技术访问。
利用计算机网络技术进行调查，具有以下优点：
- 成本低：不用印制大量纸质问卷，不用雇佣和培训访员等等，节约时间成本、人力成本、交通费用。
- 速度快：通过即时通讯软件和IP电话，就同电话一样，可以迅速得到被调查者的回复。
- 便易性：利用数字技术和事先编制好的程序，可以使数据的收集、整理自动完成，快速准确，甚至可以即时查看结果。调查内容快速、准确、完整地记录下来，为以后的统计分析带来了极大的方便。
- 广域性：潜在的受访者可以在任何时间、任何合适的地点接受并回复调查，时空限制小。
- 匿名性：不会受到调查员及其他外在因素的误导和干预，回答往往比较大胆、坦诚，容易获得传统调查不容易获得的敏感信息。
- 可控性。网络调查可在被调查者提交回复后，由计算机程序自动实施检查复核，防止错答、漏答，可以有效地保证调查结果的有效性。另外可利用IP地址识别技术防止被调查者重复投票，当然，对于某些计算机知识丰富的被调查者，有些防止作弊的技术对他们不起作用。
- 多样性：网络调查可以利用计算机多媒体技术，利用文字、图形、声音、动画、视频等信息，使调查更容易理解，充满乐趣，从而吸引和帮助被调查者参加调查。

但这种技术也有很大的缺陷：
- 潜在受访者都必须相应的设备，如计算机、手机、IP电话等信息终端。而且，潜在受访者还要有一定的信息终端的使用技术，这样的话，样本的采集就有很大的局限性。
- 依托网页的调查，受网络访问量的影响很大。同样的问题，在不同的站点调查，结果很有可能不同，因为不同的站点，都有其各自的忠实用户。
- 由于网络的匿名性和缺乏约束性，被调查者在回答问题时，很可能不愿合作或随意填写；或者为了某种利益，故意作弊，直接影响调查结果的客观性及可信度。

## 调查研究的常见问题
- 被调查者仔细考虑后对问题的回答，有可能并不是他的真实想法。
- 被调查者的知识水平、表达能力对研究的结果有一定的影响。
- 对于某些敏感问题，即使问卷设计很合理，被调查者仍然有可能不愿透露真实想法。
- 志愿接受调查的人，其动机包括了自豪感、自我实现感和荣誉感，志愿者最主要的激励来自于精神方面。志愿者不同于一般随机抽样抽中的被调查者，他们有表达的欲望，有影响别人的欲望，故其会对结果造成一定的偏差。
- 由于调查研究需要一定的经费，对于接受委托的调查研究执行机构，很有可能会受到委托方的压力，作出一定的妥协，从而影响到研究成果的可信度、学术性。

## 调查方法和研究机构
- 欧洲调查研究协会 （页面存档备份，存于）
- Survey Research Methods Section of the American Statistical Association （页面存档备份，存于）
- Joint Program in Survey Methodology (JPSM) - 马里兰大学&密歇根大学 （页面存档备份，存于）
- Survey Research and Methodology - University of Nebraska-Lincoln
- Program in Survey Methodology - 密歇根大学 （页面存档备份，存于）
- Social Statistics - 南安普敦大学
- UK Longitudinal Studies Centre - University of Essex
- Graduate Certificate in Survey Research - 康涅狄格大学 （页面存档备份，存于）
- Diploma in Official Statistics - Hebrew University, Israel
- The Social Science Research Laboratory (SSRL) - San Diego State University.
- Methodology and Statistics for the Social and Behavioral Sciences - Utrecht University, the Netherlands
- Postgraduate Certificate/Diploma/M.Sc. in Social Research Skills with Specialisms - University of Ulster, Northern Ireland
- Survey Design and Measurement Initiative